# Порхачёв, Сергей Сергеевич
Сергей Сергеевич Порхачёв (24 июня 1934, Свердловск — 5 августа 2002, Екатеринбург) — советский футболист и футбольный тренер.

## Биография
Окончил Ленинградский институт физической культуры им. П. Ф. Лесгафта (1956), после чего вернулся по распределению в Свердловск. В качестве игрока провёл только один сезон в соревнованиях мастеров — в 1959 году в составе «Металлурга» (Нижний Тагил). Получив в конце сезона серьёзную травму, перешёл на тренерскую работу.
С 1960 года работал тренером «Металлурга» (Нижний Тагил), с 1961 года (по другим данным, с июля 1962) по 1965 год — главным тренером клуба, переименованного в «Уралец». В 1964 году привёл команду к победе в зональном турнире класса «Б». В 1966—1967 годах возглавлял «Строитель» (Уфа), в 1966 году привёл команду к третьему месту в зональном турнире класса «Б» и был признан лучшим футбольным тренером сезона в Башкирской АССР. В 1968—1969 годах работал в тренерском штабе магнитогорского «Металлурга» ассистентом Ф. З. Мирского, в ряде источников назван главным тренером. В 1972—1974 годах снова тренировал «Уралец».
В 1975 году приглашён в штаб «Уралмаша», сначала начальником команды, а с июля 1975 года — главным тренером. В 1975 году не смог удержать команду от вылета из первой лиги, на следующий год стал победителем зонального турнира второй лиги и серебряным призёром чемпионата РСФСР.
В 1980—1981 годах работал начальником команды в «Факеле» (Тюмень), по некоторым данным также главным тренером.
В 1983—1984 и 1986 годах снова тренировал «Уралмаш», а в 1985 году входил в тренерский штаб клуба.
С 1987 года работал старшим преподавателем в Свердловском техникуме физической культуры. Открыл в техникуме специализацию по футболу. В 1988 году принимал активное участие в строительстве и сдаче спортивного корпуса и стадиона колледжа физической культуры. Непосредственно контролировал строительство игрового зала и стадиона.
В 1990 году в составе комплексной научной группы Омского государственного института физической культуры участвовал в разработке программы для ДЮСШ ранней специализации по хоккею.
В 1992 году избран председателем президиума Свердловской областной федерации футбола, а также председателем инспекторской комиссии. Работал инспектором на матчах чемпионата России. Награжден нагрудным знаком «Отличник физической культуры и спорта».
Скончался в Екатеринбурге 5 августа 2002 года на 69-м году жизни. Похоронен на Широкореченском кладбище города Екатеринбурга.